# Heterodrilus maiusculus
Heterodrilus maiusculus är en ringmaskart som beskrevs av Erséus 1988. Heterodrilus maiusculus ingår i släktet Heterodrilus och familjen glattmaskar. Inga underarter finns listade i Catalogue of Life.